# Качарава, Иван Виссарионович
Иван Виссарионович Качарава (груз. ივანე ბესარიონის ძე კაჭარავა, 24 августа [5 сентября] 1894 или 5 сентября 1894, Пирвели-Маиси, Кутаисская губерния, Российская империя — 4 мая 1977, Тбилиси) — грузинский советский учёный-геолог. Академик Академии наук Грузинской ССР (1955). Доктор геолого-минералогических наук (1944), профессор (1944). Заслуженный деятель науки Грузинской ССР (1960).

## Биография
В 1914 году окончил гимназию в Поти.
С 1914 по 1917 год изучал естественные науки на физико-математическом факультете Киевского университета, но из-за сложных социально-политических условий и материальной нужды провёл там всего три года. Следующие три года преподавал математику в Абашинской гимназии. В 1921 году продолжил учёбу в Тбилисском государственном университете. Подрабатывал оформителем в Грузинском музее.
В 1924 году окончил факультет естественных наук Тбилисского государственного университета. По рекомендации Александра Джанелидзе был принят на подготовку к профессуре на вновь организованном кафедре геологии и палеонтологии. С 1925 года работал в Институте геологии. С 1969 года заведовал отделом палеонтологии и стратиграфии палеогеновых отложений того же института.
Преподавал в ТГУ и Грузинском политехническом институте.
В 1955 году избран действительным членом АН Грузинской ССР.
Жил в Тбилиси на улице Барнова, 64 (мемориальная доска).

## Научные интересы
Работы Качаравы в основном касаются стратиграфии палеогеновых отложений и погребенной в них фауны. Первая научная статья была опубликована в 1926 году и была посвящена геологическому строению Грузии. В последующие годы он изучал неогеновые отложения Западной Грузии. Определил осадки этажей Чокракули и Караган в Самегрело и Рача. Примечательна его монография «Рача-Лечхуми впадина и приграничья в палеогене», опубликованная в 1944 году. Это была его докторская диссертация.
Автор около 100 научных работ.